# 益子焼
益子焼（ましこやき）は、栃木県芳賀郡益子町周辺：真岡市、茂木町、市貝町も含む、で生産される陶器の名称である。

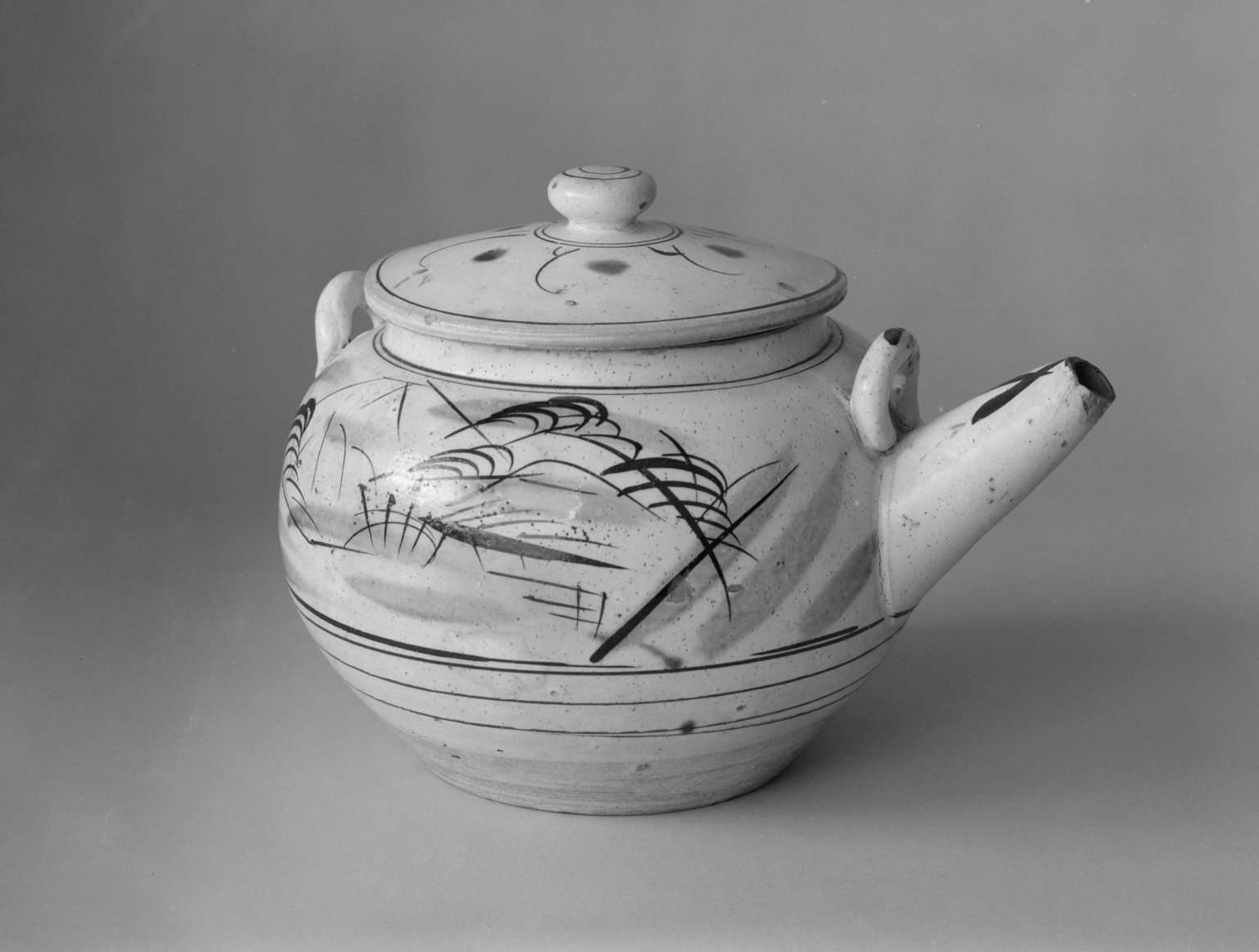
益子焼の土瓶（アメリカ、ブルックリン美術館蔵）。この種の土瓶の絵は、無名の絵付け工人の手によって、日に500個、多いときには1000個も描かれたものである。民藝運動の主唱者である柳宗悦は、芸術家による個性の表現などではなく、無名の工人によって描かれた、ありふれた安ものであるこの種の絵土瓶にこそ、並々ならぬ美があるとして激賞した。

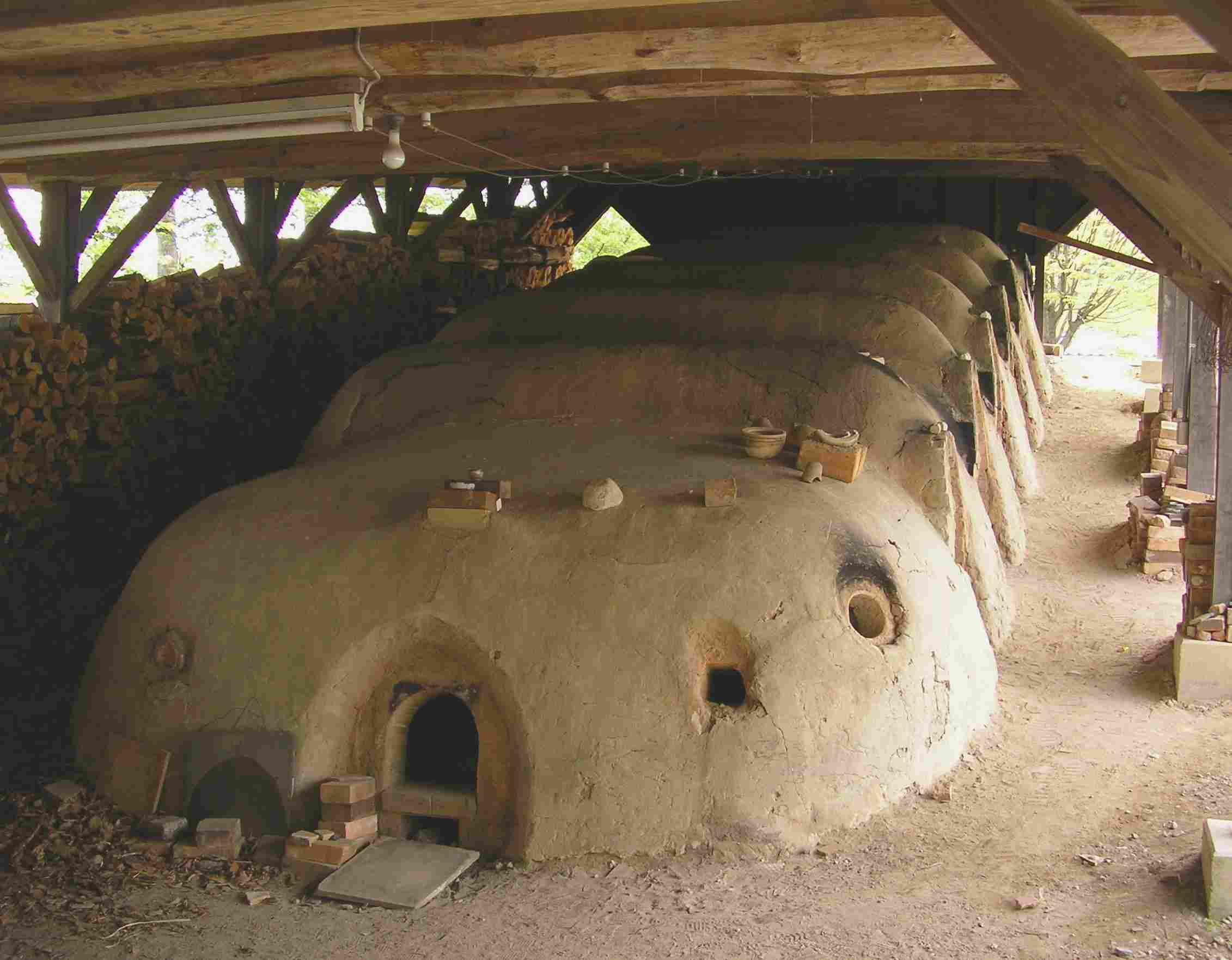
益子焼の登り窯

古くから窯が開かれ、江戸時代終盤に大塚啓三郎により窯業が始まり、陶製日用品を作る陶器生産地として栄えた。大正に入り濱田庄司が「民芸」を持ち込み「民芸の町・益子」と謳われるようになり、その後、数多くの陶芸家志望の人々が移住し「陶芸の町・益子」を築き上げ、現在の「益子焼」を作り上げていった。

## 歴史
江戸時代末期、嘉永年間に常陸国笠間藩（現・笠間市）で修行した大塚啓三郎が益子に窯を築いたことにより始まったとされる。

益子焼の陶土は、豊富にあるものの肌理が粗く精巧な器を作るには向かなかったため、当初の益子焼は主に水がめ・火鉢・壺などの日用品として製作されていた。その後、1927年から創作活動を開始した濱田庄司によって花器・茶器などの民芸品が作られるようになり、日本全国に知られることとなる。1959年には、加守田章二が開いた窯により民芸一辺倒だった益子の作陶に現代的な独創性が加えられた。

1979年（昭和54年）には通商産業省（現・経済産業省）から伝統的工芸品に指定された。地域団体商標にも登録されている。また、イギリスの陶芸家バーナード・リーチなどの普及活動がある。

## 特徴

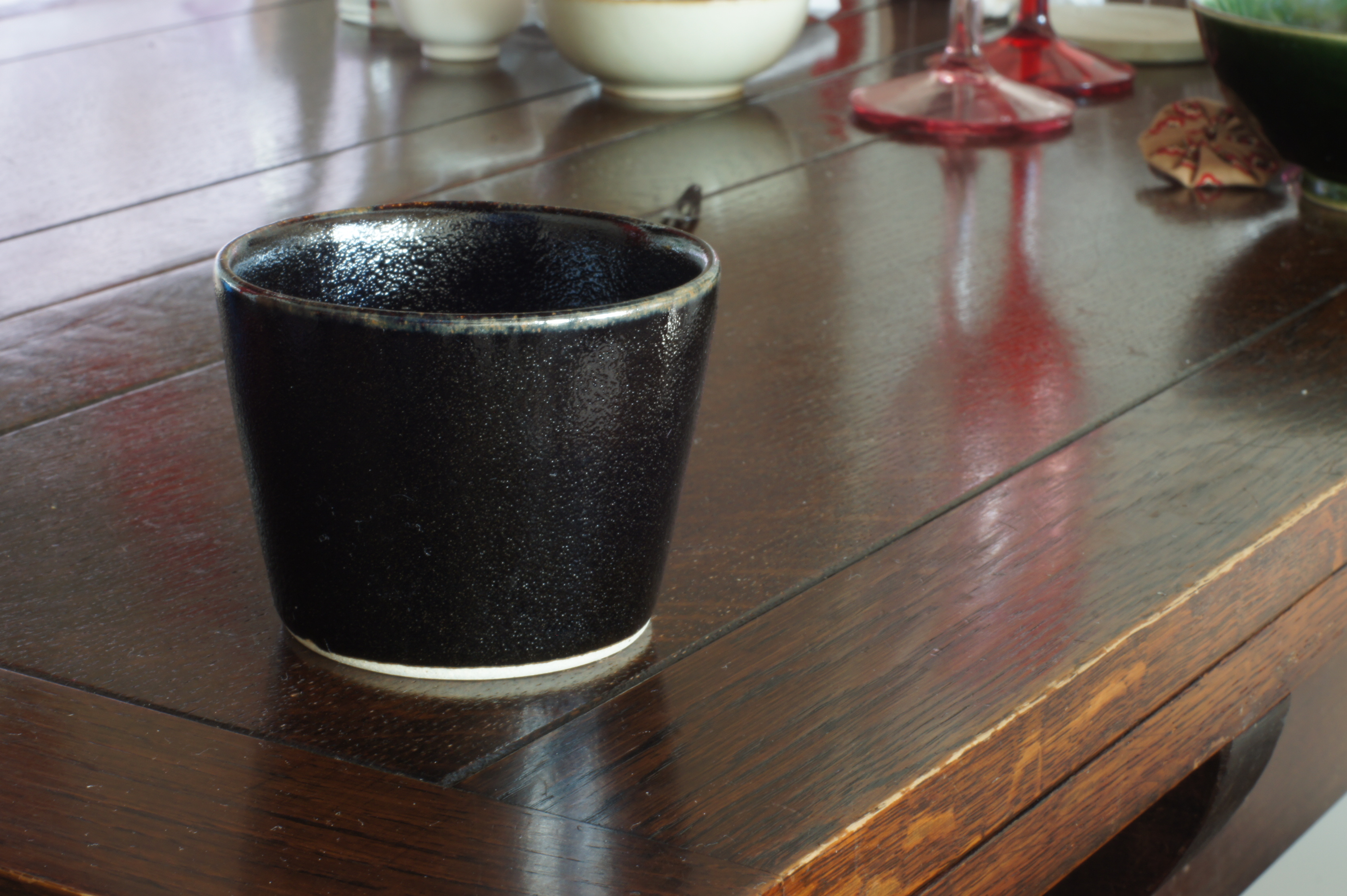
益子焼（蕎麦猪口）

砂気の多いゴツゴツとした土の質感をもつ。材料の性質上割れやすく、重いという欠点もある。
益子焼の最も基本的な釉薬は漆黒（しっこく）や「柿」と呼ばれる赤茶色、飴色（あめいろ）を出す鉄釉（てつゆ）である。石材粉や古鉄粉を釉薬にし、筆で色づけを行う為、重厚な色合いとぼってりとした肌触りである。こうした昔ながらの施釉（せゆう）は土鍋や土瓶、片口といった、肉厚な陶器に使われる。
民藝運動以来、濱田が得意とした杓掛け・流し掛け・掻き落としの技法を使った紋様を施した鉢や皿などが有名となった。他にも信楽焼流の絵付けを施した山水土瓶や、呉須（コバルト顔料）を使った陶器も多い。

## 益子焼作家及び関わった人物

### 特に重要な作家及び人物
- 濱田庄司 - 益子に移住し「民芸」を持ち込んだ「益子焼中興の祖」。人間国宝。
- バーナード・リーチ - 濱田庄司の友人であり、たびたび益子を訪れては作陶をした。また益子に英国式ピッチャーの技術を伝えた。そして海外に「Hamada」と「Mashiko」の名を広めた[11]
- 島岡達三 - 濱田庄司に師事し「縄文象嵌」の技術を編み出し、濱田に続いて人間国宝となった。
- 加守田章二 - 「鬼才の陶芸家」と謳われた。その斬新かつ独特な作陶手法は益子焼のみならず全国の陶芸家に大きく影響を与えた。
- 佐久間藤太郎 - 益子で最初に濱田庄司と親しくなり師事し「民芸の町・益子」の陶芸家の先駆けとなった。
- 合田好道 - 「益子のお目付役」とも言われた「益子焼の影の功労者」。
- 皆川マス - 「山水土瓶」の絵付け師：陶画工。柳宗悦たち民藝運動家から「無名の工人」と賞賛された[12]
- 木村一郎 - 益子の名家の出でありながら陶芸を志した「天才肌の益子焼陶芸家」。
- 村田元 - 40歳から陶芸の道に入り一時代を築き上げた「遅咲きの陶芸家」。
- 大塚啓三郎 - 益子の地で窯業を始めた「益子焼の陶祖」。

### 作家
以下、「益子焼の文献や書籍」などに記載のあった作家を五十音順に記述する。
また益子町の他、真岡市、茂木町、市貝町に在住している作家で「益子焼作家」を自称している者も記載する。

#### あ行
| - 相澤かなえ：陶AIZAWA（芒窯） - 相澤なみほ：陶AIZAWA（芒窯） - 相澤博：陶AIZAWA（芒窯） - 相澤美樹：陶AIZAWA（芒窯） - 青木瑞晃：チモイ窯 - 青山万里 - 明石庄作：陶工房あかし - 阿久津久美子：創作工房あくつ - 阿久津忠男：創作工房あくつ - 阿久津雅土：創作工房あくつ - 浅田恵美子：ClayStudio2795 - 浅野賢一 - 浅野勝 - 浅野礼子 - 阿部文貴 - アンドリュー・ゲムリッチ - 池上暁生：爆笑イグアナ工房（鳴神） - 石川己洋 - 石川圭 ：南窓窯 - 石川雅一：南窓窯 - 石嶋哲彦 - 石川若彦：waka studio - 石塚敏雄 - 磯部大我：三吾窯 - 板橋一幸：板橋窯 - 板橋伸一郎：板橋窯 - 板橋敏代：板橋窯 - 板橋麻由子：板橋窯 - 糸井哲夫 - いとうきょうこ - 伊藤叔潔 - 伊藤巌 - 伊藤信 - 井上明：明窯 - 猪俣勝己 - 今成誠一：塵庵／今成窯 - 岩下哲夫：岩下製陶 - 岩下宗晶：岩下製陶 - 岩見晋介 - 岩本尚樹：工房いわもと - 宇田川勉 - 内堀敏房 - 宇都宮和夫 - 宇野義昭：白鳥窯 - 上野猛：青風窯 | - えきのり子 - 榎田勝彦：榎田窯／現・えのきだ窯 - 榎田智：えのきだ窯 - 榎田博 - 榎田衛：榎田窯／現・えのきだ窯 - 榎田若葉：えのきだ窯 - 遠藤薫：吉澤直樹工房 - 遠藤太郎：ゆみ窯 - 及川静香 - 大兼正巳：馬舟窯 - 大熊敏明：ゆみ窯 - 太田菜摘 - 太田幸博：：太田窯（鳴神） - 大高正希 - 大塚巌：大塚巌窯 - 大塚一弘：清窯 - 大塚清章：清窯 - 大塚清治：さくら陶房 - 大塚邦紀：大誠窯 - 大塚健一：健一窯 - 大塚佐喜子：さくら陶房 - 大塚貞夫 - 大塚茂夫：道祖土大塚窯 - 大塚昌三：折越窯 - 大塚新作：新作窯（壺々炉） - 大塚誠一：大誠窯 - 大塚仁：（壺々炉） - 大塚忠治：新作窯（壺々炉） - 大塚忠治：根古屋窯 - 大塚俊広：根古屋製陶／根古屋窯 - 大塚菜緒子：健一窯 - 大塚春子：根古屋製陶／根古屋窯 - 大塚久男：根古屋窯 - 大塚雅淑：健一窯 - 大塚繭：（壺々炉） - 大村光弘 - おおむら美土里 - 大山隆 - 小笠原再二 - 小方弘巳 - 岡田謙三 - 岡田崇人 - 岡田吉真 - 岡本沙都美：岡本ボタン／ふくしま窯（益子焼ふくしま） - 岡本芳久：Okamoto Pottery - 小川博久：風窯 - 奥住久雄：奥住工房 - 落合沙羅：牛窯 - 落合重智：牛窯 - 落合杜寿子 - 小貫善二 - 小野正穂：小野窯 - 小野優子：小野窯 |

#### か行
| - 笠原良子 - 鍛治浦順：かじうら製陶 - 鍛治浦豊：かじうら製陶 - 柏井洋 - 粕谷完二 - 片岡九二三 - かとうけいこ：風工房 加藤 - 加藤富夫：かしの木窯 - 加藤益男：風工房 加藤 - 加藤麻里：かしの木窯 - 香取甫 - 金子國夫 - 鹿野武司 - 鹿目曹：鹿目窯 - 上村文惠：酒塩田窯 - 上村良夫：酒塩田窯 - 神谷菊男：神谷製陶所 - 神谷賢司：神谷製陶所 - 神谷正一 - 神谷進：神谷製陶所 - 加守田太郎 - 川上伸生 - 川北勇次：川北窯 - 川尻琢也：川尻製陶所 - 川尻浩史：風窯／現・川尻製陶所 - 河原健雄 - 川辺正晴 - 神崎正樹 - 菊島章 - 菊池晃：菊池陶芸苑 - 菊池昭 - 菊池挙子：菊池窯 - 菊池武 - 北村隆彦 | - 衣川あきえ：きぬかわ陶房 - 衣川俊仁：きぬかわ陶房 - 木下幸晴 - 木間彩：キマノ陶器 - 木間伸哉：キマノ陶器 - 木村一良：木村窯 - 木村三郎：木村三郎窯 - 木村世傑 - 木村充良：益子窯 - 木村充：木村窯 - 木村淑仁：木村窯 - KINTA（造形作家） - 久保田健司 - 久保田由貴 - 栗原節夫（鳴神） - 黒崎邦敏：向月窯 - 郡司慶子：郡司製陶所 - 郡司庸久：郡司製陶所 - 見目喜一郎：見目陶苑 - 見目宏一：見目陶苑 - 見目木実：見目陶苑 - 見目十塩：見目陶苑 - 肥沼美智雄：一黙窯 - 小滝悦郎 - 小田部三郎：小田部製陶 - 小田部玄夫：小田部製陶 - 児玉宝珠 - 後藤覚：炎精工房 - 後藤茂夫：獅子吼窯 - 後藤美知子：炎精工房 - 後藤義国 - 後藤竜太 - 後藤レジーナ - 小林雄一：NK CERAMICA - 小堀二三男（小堀陶松） - 小峰一浩：小峰窯 |

#### さ行
| - 斎藤修：磐司陶房 - 西丸太郎 - 佐伯守美 - 坂田甚内：桜杜工房 - 坂本利夫 - 佐久間賢司：佐久間藤太郎窯 - 佐久間藤也：佐久間藤太郎窯 - 佐々木茂 - 佐々木康弘 - 佐藤光城：ひかり窯 - 佐藤敬：牛窯／株式会社 lib company - 佐藤巧 - 佐藤仁：ひといろ陶房 - 佐藤仁思：工房風和里 - 佐藤学：ひかり窯 - 佐藤光男：ひかり窯 - 塩見佳貞 - 四海大 - 渋谷秀男 - 島岡桂：島岡製陶所 - 島岡龍太：龍太窯 - 島田琴絵：島田陶芸苑 - 島田恭子：島田陶芸苑 - 島田緋陶志：島田陶芸苑 - 島田東秋：島田陶芸苑 - 島田渡：渡窯（島田民芸店） - 下永久美子 - 白石篤 - 白石嶈 | - 菅谷太良 - 杉本浩太郎 - 鈴木卓（Cafe Fune） - 鈴木猛 - 鈴木稔 - 鈴木量 - 鈴木涼子（Cafe Fune） - 薄田いと：薄田窯 - 薄田浩司：薄田窯 - 須藤武雄：日向窯 - 関口まきこ：工房がわん - 関口洋平：工房がわん - 関澤順一：関澤窯 - 関沢武 - 瀬戸浩 - 千田静子：陶工房千（千とマロン） - 千田魚子／魚子（千とマロン） - 千田義昭：陶工房千（千とマロン） - 添谷修一 |

#### た行
| - 大宮司道子 - 田尾明子 - 高内秀剛：百童窯 - 高内陽彩：百童窯 - 高瀬敦久 - 高橋繁夫 - 高村宜志 - ダグラス・ブラック - 竹下鹿丸：鹿丸窯 - 竹下孝哉：蝶風窯 - 武田敏男 - 武田敏彦 - 田中厚子：日々是 - 田中喜一：日々是 - 田中清：陶房壱清 - 田中淳三 - 田中誠 - 田中みどり - 田村香織 - 田山光孝 | - 力石きさ子 - 力石俊二 - 壺田進 - 鶴野啓司 - 手塚清 - 戸上勝：社窯／YASHIRO窯 - 徳重英一郎 - 床井和子：聖窯 - 床井健一：聖窯 - 床井定司：聖窯 - 床井崇一：聖窯 - 戸村哲也 - 刀禰田健 - 冨田明 - 冨野博司：博陶房 - 豊田正夫：濱田窯 |

#### な行
- 長倉翠子
- 中園晋作[416]
- 長棹豊[417]：長豊陶苑[418][419][420][421]
- 仲田良子
- 永渕聖[422]
- 中村かりん[103][423]
- 中村恵子[424][425][426][427]
- 中村慎一郎[422][428][429]：しんいちろう・ようこ窯[430]
- 中村陽子[422]：しんいちろう・ようこ窯[430]
- 中村哲雄[431][432]
- 中村文重[433][434][435]
- 中村文昌：三城窯（陶房なかむら）[436][437][438]
- 中村昌人：三城窯（陶房なかむら）[439][440]
- 中山博司[422][441][442]
- 生井慶子[443][444][445][422][446]
- 生井講蔵[447][448]
- 奈良隆太郎[449][422]
- 成良仁／南田是也
- 成井清治
- 成井立歩：円道寺窯
- 成井恒雄：成井窯
- 成井俊雄：円道寺窯
- 成井藤夫：藤夫窯
- 成井真：新福寺窯[422][450]
- 西村俊彦[451][452][453]（西村俊[454]）（SONO蜩）[455][456][457][458][459]
- 西村光世志[460][461]
- 西山奈津[462]：NK CERAMICA[277]
- 根岸忠男[463]
- 根岸弓：ネギシ製陶[464][465][466][467][468]
- 根岸竜馬[469]：ネギシ製陶[464][465][466][467][468]
- 信田勝馬[470][471][472]
- 野村耕三：陶房のむら[473]

#### は行
| - ハービー・ヤング - 萩原としを - 萩原芳雄：萩原製陶所 - 萩原芳典：萩原製陶所 - 芳賀龍一 - 蓮見かおり - 長谷川次夫：長谷川製陶所（陶房はせがわ） - 陶芸の森 長谷川陶苑 - 長谷川風子 - 長谷川隆司：長谷川製陶所（陶房はせがわ） - 服部俊三 - 服部薫敬 - 馬場由知子（そばギャラリーカフェ明水） - 濱田篤哉：濱田窯 - 濱田晋作：濱田窯 - 濱田友緒：濱田窯 - 浜田英峰 - 早川ゆかこ - 早川嘉則 - 坂東純子 | - 樋山恒男：樋山窯 - 平田直人：牛窯 - 廣崎裕哉：一哉窯 - 広瀬正美：音っくり屋（広瀬酒店） - 福島晋平：ふくしま窯（益子焼ふくしま） - 福島晴雄：ふくしま窯（益子焼ふくしま） - 福島實 - 福島誠 - 福島祐子：ふくしま窯（益子焼ふくしま） - 福田勝実 - 福田実 - 福田晴夫 - 藤木清昭：藤木窯 - 藤田栄治：藤田窯 - 藤永敦 - 藤原愛：藤原陶房、atoadesign - 藤原彩人：藤原陶房、atoadesign - 藤原郁三：藤原陶房 - 藤原延忠 - 船越弘：天青窯 - 古橋尚憲：尚丹窯 - ホソカワカオリ - 堀越美紀 - 堀中由美子 - 堀水小夜：Horimizu窯 - 堀水達雄：Horimizu窯 |

#### ま行
- 松崎幹[548][549]
- 松崎健[550][551]：遊心窯[552][553]
- 松永玲美[554][555][556]
- 松原直之：矢竹窯[557][558][559]
- 松村仁団望[560][561][562]
- 真山茜（モスモス）[563]
- 水上吉則：水上窯[564][565][566]
- 皆川ヒロ（陶画工）[567]：（山水の店 みなかわ）[567]
- 三村優：北土窯三村陶苑
- 三村北土：北土窯三村陶苑
- 三村るり子：北土窯三村陶苑
- 三宅友子[568]（koiko gallery）[569][570][571]
- 三宅洋司[568][572][573][574][575][576][577]：三宅陶房[575]
- 宮嵜豊[508]
- 宮澤章[578][579][508][580][581][582][583]
- 宮澤有斗[584][585][586][587][583][588][589][590]
- 宮田竜司[591][592]
- 宮地芳久[593][594][595]
- 宮本康隆[574]
- 村上東市[596][597][598][574][599][600][601]：村上陶器苑[599]
- 村上秀雄[597][599][596]：村上陶苑[599]
- 村澤一正：村澤陶苑[602][603][604]
- 村澤正：村澤陶苑
- 村澤亨：村澤陶苑
- 村澤浩：村澤陶苑[605][606]
- 村田亜希[607]
- 村田浩：村田浩窯
- 室田嘉一郎：室田窯[608][609][610][611][612][613]
- 茂木正志：茂木工房[614][615]
- 門真千可子[616]

#### や行
- 矢口鉄男[617][597]
- 矢島美治男[616]
- 山口孟（山口陶芸店）[618][619][620][621]
- 大和知子：工房風和里[310][622][623][312]
- 山元博信[616]
- 横尾聡[624]：ClayStudio2795[42][43]
- 横山宗仁[616]
- 横山可依[616]：土華窯[625]
- 吉川水城
- 吉川心水
- 吉川康子
- 吉澤直樹[112][626][627][628]：吉澤直樹工房[116][117]
- 吉澤靖男[616]
- 吉田丈[629][630]
- 四本哲男[631]：宗八窯[632][633][634]
- 米山泰一[616]

### わ行
- 若杉集[635][636][637][638][639]
- 若杉直美
- 若林郁代[136][640][601]
- 若林聳[136][601]
- 若林安博[136]
- 渡辺治[136][641]
- 渡辺克典：飛雲窯[642][643]（工房土の音[644]）
- 渡辺廣子：飛雲窯[642][643]
- 和田安雄：合田陶器研究所／道祖土和田窯
- 渡マリア

### かつて益子で修行したり作陶していた作家
益子町で修行を積んだり、作陶活動をしていたが転居、移住、移窯などで益子町を離れた作家。
但し益子を離れても「益子陶器市」に参加したり、益子町内の販売店で個展を開催するなどして「益子と縁が続いている」作家もいる。
- 赤澤正之：栃木県日光市に移住[645]。
- 石橋紀子：野の窯：榛名山麓に工房を移す[646][647]。
- 伊藤正：「塚本製陶所」に入社し「研究生」として修行した後、岩手県遠野市で築窯し独立。後に同県花巻市東和町に移築[648]。
- 苧坂恒治：北海道函館市に移住[649][650]。
- 浦口雅行：茨城県石岡市に転居[651]。
- 大山ヴィクトリア：大山隆の妻[139]。オーストラリア出身。東京で翻訳、校閲関係の仕事に就く。[652][653]
- 岡崎宗男：新潟県長岡市出身。「益子焼つかもと」で営業を勤め研修員となった後退社、「ゆみ窯」と「和田窯」で修行した後、長岡に帰郷し「陶 岡崎」を築窯[654]。
- ゲルト・クナッパー：茨城県大子町に移住[655]。
- 小島茂夫：2017年に「知花窯」として沖縄県国頭村に移転[656]。
- ジェンギズ・ディクドウムシュ[657]：トルコの首都アンカラ出身[657]。益子町の窯元「塚本製陶所」で[657]研修生として修行後、1998年から山梨県上野原市棡原に「成吉思窯」を開いた[658]。
- 柴田宋休：近年は作陶をしておらず、僧侶、講演、短文エッセイ執筆を主に活動の軸としている[659]。
- ジョゼ・ファロンバ：ジョゼ窯：宮城県白石市に移住[660]
- 瀧田項一：栃木県烏山町に移住。
- 椿巌三：益子町の塚本製陶所の研究生だったが、茂木町に築窯し粘土や木材などを茂木町産の物を用いて作陶しているため「茂木焼」の名称を用いている[661][662][663]。
- 林香君：栃木県芳賀町に移住[664]。
- 古川隆久：益子町にあった窯元「塙陶苑」に招かれ指導技師となり、作陶活動の他、後進を育てた。その後、茨城県八郷町、長野県軽井沢町へ転居し油彩画を手掛けた。
- 古川俊子：古川隆久の妻。隆久と共に益子町の「塙陶苑」に勤務し作陶活動と後進の指導に当たった。後に隆久と共に茨城県八郷町、長野県軽井沢町へ転居し水彩画を手掛けた。
- 向山文也：1990年（平成2年）に益子町に工房を設立した後、1993年（平成5年）に栃木県那須郡烏山町（現在の那須烏山市）に工房を移築[665]。
- 村上誠吉：約40年前に福島県糸島市志摩松隈に移住[666][667]。
- 安田猛 (陶芸家)（英語: Takeshi_Yasuda）：19歳の時に益子で陶芸を始め[668][669][670][671]、29歳で英国に移住し[670][669][671]、62歳で中国・景徳鎮へ移住[672][671]。現在は英国と景徳鎮を拠点に作陶活動を行う[668][672][671]。

## 施設・イベントなど

### 美術館・博物館
益子参考館：濱田庄司記念益子参考館
濱田庄司が自身の作陶の参考とした蒐集品を、一般の人々も「参考」にして欲しいと展示されている民藝博物館。濱田の作品も展示されている。
陶芸メッセ・益子
「益子焼」を広く振興させるために設営された町営複合型施設。
益子陶芸美術館
「陶芸メッセ・益子」の中心的な施設である陶芸美術館。

### 後継者育成・技術研究・技術支援機関
窯業技術支援センター：栃木県産業技術センター 窯業技術支援センター
「益子陶器伝習所」から始まり、「栃木県窯業指導所」と連なる、益子焼を始めとする栃木県の窯業・陶業の後継者育成と技術の研究と支援を行う機関。

### 販売店
益子焼のみならず、笠間焼や他の陶器生産地、そして衣服やアクセサリーなどの雑貨を扱っている店も多い。
益子焼窯元共販センター
益子焼の陶芸家であった成井藤夫により、1966年（昭和41年）に開業した益子焼大型販売店。駐車場にある巨大な陶器製タヌキ像「ぽんたくん」は益子焼販売街の象徴となっている。
益子陶芸村
「益子焼窯元共販センター」創設者である成井藤夫により設立された益子焼や民芸品などの共同販売店。現在は時代に合わせた様々な種類の店舗が営業されている。
- 成井スミ子

民芸店ましこ
濱田庄司の勧めにより、益子町で初めて開店した民芸店。
- 中山武
- 中山久美

やまに大塚
クラフトやまに
もえぎ本店
もえぎ城内坂店
- 大塚朋之

陶庫
肥料店から、店舗で使用されていた古くからの建物や倉庫を用いて開店した「陶器ギャラリー」。
- 塚本央
- 塚本倫行

starnet
プロデューサー・故馬場浩史が主宰を務めていた、創作工房も兼ねたカフェギャラリー。成井恒雄が世に出るきっかけとなり、現在も成井窯や佐藤敬などの益子焼が展示販売されている。
pejite

### 企業
益子焼つかもと
益子町有数の窯元：陶器製造業。陶器販売業や飲食業なども営む複合企業。「おぎのや」の駅弁「峠の釜めし」の一人用土釜容器「釜っこ」で有名。

### イベント
益子陶器市
毎年、春のゴールデンウイークと秋の11月3日の連休前後に開催される益子町最大のイベント。500を越えるテント販売店が出店し賑わう。
土祭
3年に一度開かれる「益子の風土と「土」に根ざした」益子町の町おこしアートイベント。
益子夜市
夏の8月に開催される、飲食店の出店や音楽コンサートを楽しむ「益子の夏の夜」を楽しむイベント。城内坂通りにある陶器専門店が夜遅くまで開店している。

### 組織
ヒジノワ
：ヒジノワ cafe&space
「土祭」をきっかけとして生まれた益子町の地域コミュニティーグループ。
NPO法人「MCAA」
：MCAA 6 gallery
東日本大震災を機に設立された、益子焼陶芸家によるNPO法人。